# Phép xã giao tại Hàn Quốc
Tại Hàn Quốc, phép xã giao hay bộ quy tắc hành vi xã hội chi phối sự tương tác giữa con người với nhau, vốn bắt nguồn rộng rãi từ nền tảng Nho giáo Hàn Quốc cũng như tập trung vào những giá trị cốt lõi của hệ tư tưởng này. Bên cạnh các phép ứng xử chung, thì phép lịch sự xã giao tại Hàn Quốc còn định ra cách cư xử một cách kính trọng, lễ phép tùy theo địa vị xã hội. Mặc dù hầu hết các khía cạnh xã giao được thừa nhận tại đất nước này trên quy mô rộng khắp nhưng các phong tục tập quán hay thói quen có thể tùy theo địa phương hay vùng miền cụ thể, hoặc chịu ảnh hưởng từ các nền văn hóa khác như là Trung Quốc, Nhật Bản và Hoa Kỳ.

### Phép xã giao ở các nơi khác:
- Phép xã giao tại Nhật Bản
- Phép xã giao ở châu Âu
- Phép xã giao tại Bắc Mỹ
- Phép xã giao vùng Mỹ Latinh
- Phép xã giao tại Úc và New Zealand
- Phép xã giao tại Trung Đông
- Phép xã giao tại Việt Nam
- Phép xã giao tại Myanmar
- Phép xã giao tại Indonesia
- Phép xã giao tại Pakistan